# スカンクアナグマ属
スカンクアナグマ(英名: Stink Badger、学名: Mydaus)属は食肉目スカンク科に属する4属のうちのひとつの名称である。スカンク科に属する他の種と同様に肛門の両脇に臭腺を有しており、敵に対して強い悪臭を放つ分泌液を噴出することで知られる。 

## 概要
スカンクアナグマは名前にも示されるように、かつてはイタチ科アナグマ属に分類されていた。この分類については20世紀前半から疑問視する見解も存在していたが、分類の見直しには至らなかった。しかしスカンク科特有の歯や脳、中耳の構造、発達した臭腺、さらには近年のDNA分析結果などを踏まえてスカンクアナグマはスカンク科の独立した属として新たな分類を築くこととなった。
毛皮は黒色または茶色を基調として、所々に白い毛をもっている。白い毛の模様のパターンは個体差があるが、後頭部から背にかけて一筋の細い線をもつもの、後頭部だけに一箇所白い毛をもつもの、などがみられる。前方に突き出した口吻が特徴的で、尻尾はスカンク科のなかでも比較的小さく、5cm程度である。体長は32cmから51cm、体重は1.4kgから3.6kgとスカンク科のなかではやや小型の部類に入る。
スカンク科のなかでは唯一アジアに生息しており、インドネシア諸島西部やフィリピンのパラワン島などに分布する。

## 分類
スカンクアナグマ属には2種が存在する。
- ジャワスカンクアナグマ (英名: Sunda stink badger, 学名: M. javanensis)
- パラワンスカンクアナグマ (英名: Palawan stink badger, 学名: M. marchei)